# Anton Kugler
Anton Kugler (Norimberga, 28 marzo 1898 – 2 luglio 1962) è stato un calciatore tedesco, di ruolo difensore.